# Krasny Mai (Kursk)
Krasny Mai (russisch Красный Май) ist ein Weiler (chutor) in der Oblast Kursk in Russland. Er gehört zum Rajon Medwenka und zur Landgemeinde (selskoje posselenije) Wyschnereuttschanski selsowjet.

## Geographie
Der Ort liegt gut 44 km Luftlinie südwestlich des Oblastverwaltungszentrums Kursk im südwestlichen Teil der Mittelrussischen Platte, 15 km südwestlich des Rajonverwaltungszentrums Medwenka sowie 5 km vom Sitz des Dorfsowjet – Werchni Reutez und 49 km von der Grenze zwischen Russland und der Ukraine entfernt im Becken des Ljubatsch (linker Nebenfluss des Reut im Becken des Seim).

### Klima
Das Klima im Ort ist wie im Rest des Rajons kalt und gemäßigt. Es gibt während des Jahres eine erhebliche Niederschlagsmenge. Dfb lautet die Klassifikation des Klimas nach Köppen und Geiger.

## Bevölkerungsentwicklung
| Jahr | Einwohner |
| ---- | --------- |
| 2002 | 5         |
| 2010 | ▼2        |

Anmerkung: Volkszählungsdaten

## Verkehr
Krasny Mai liegt 16,5 km von der Fernstraße föderaler Bedeutung M2 „Krim“ (ein Teil der Europastraße E105), 3 km von der Straße interkommunaler Bedeutung 38N-185 (M2 „Krim“ – Gachowo), 2 km von der Straße 38N-192 (38N-185 – 1. Lipowez – Grenze zum Rajon Obojan), 0,5 km von der Straße 38N-193 (38N-192 – Roschnowka) und 33 km von der nächsten Eisenbahnhaltestelle 439 km (Eisenbahnstrecke Lgow-Kijewskij – Kursk) entfernt.
Der Ort liegt 90 km vom internationalen Flughafen von Belgorod entfernt.